# Ralph Bunche
Ralph Johnson Bunche (født 7. august 1903 eller 1904 (omstridt) i Detroit, Michigan, død 9. december 1971 i New York City) var en amerikansk borgerretsforkæmper og diplomat. 
Bunche blev tildelt Nobels fredspris i 1950 for sin mægling i Mellemøsten i slutningen af 1940'erne, en mægling som førte til våbenhvile mellem jøderne og araberne i området.